# Archineura incarnata
Archineura incarnata är en trollsländeart som först beskrevs av Karsch 1891.  Archineura incarnata ingår i släktet Archineura och familjen jungfrusländor. Inga underarter finns listade i Catalogue of Life.